# Matheus Ferreira Ribeiro
Matheus Ferreira Ribeiro (ur. 20 stycznia 1998) – brazylijski futsalista, zawodnik z pola, obecnie zawodnik Rekordu Bielsko-Biała. Wraz z drużyną FK Mimel Lučenec zdobył mistrzostwo i dwa wicemistrzostwa Słowacji. 